# Fistulina hepatica
El hongo bistec, finstulina hepática, lengua de buey o polypore bistec (Fistulina hepatica), es una especie de hongo y es un hongo propio de Reino Unido pero también puede ser encontrado en Norte América y en el resto de Europa.

## Detalles
Su forma es similar al de una lengua grande con un color marrón rojizo.  Las esporas se liberan de poros diminutos en la parte inferior de color blanco crema del cuerpo de la fruta. Una fistulina hepática joven es de color rojo- rosáceo el cual va oscureciendo con la edad. La parte de abajo del cuerpo de la fruta, de la cual se expulsan las esporas, es una masa de túbulos. Su nombre es un diminutivo que proviene de la palabra latina fístula, y significa “tubo pequeño”, mientras que el nombre de la especie hepática significa "como un hígado", en referencia a la consistencia de la carne.
La especie es bastante común, y se puede encontrar a menudo en robles y castaños, desde agosto hasta finales de otoño, en vivo o madera muerta. Tiende a teñir de marrón rojizo  la madera viva de los robles sobre los que crece, lo que le da unas características a la madera muy apreciadas. En Australia, se pueden encontrar cada vez más en las heridas de los árboles eucaliptos, que hace que  los árboles se infecten porque se pudren.

## Relación con otros hongos
La fistulina se clasifica en la familia de los Fistulinaceae, los estudios moleculares sugieren una estrecha relación con la amanita setas Schizophyllum en el Schizophyllaceae (en el clado schizophylloid), pero en el  clado hermano separado fistulinoid.
Fistulina es un género cyphelloid, lo que significa que está estrechamente relacionado con hongos laminillas, pero su superficie fértil consta de elementos en forma de copa lisas en vez de branquias. La parte inferior (el himenio) es una masa de túbulos que representan una forma reducida de las branquias ancestrales.